# إيلين شور
إيلين شور هي باحثة طبية وعالمة أمريكية في علم الوراثة ومتخصصة في أبحاث الاضطرابات العضلية الهيكلية مثل خلل التنسج الليفي المعظم المترقي.

## التعليم
حصلت شور على درجة البكالوريوس في علم الأحياء من جامعة نوتردام في عام 1976، ثم حصلت على ماجستير الآداب في علم الأحياء من جامعة إنديانا في عام 1978. بعد ذلك، حصلت على درجة الدكتوراه من جامعة بنسلفانيا في البيولوجيا الخلوية والجزيئية في عام 1987.

## بحث FPO
تقوم شور بإجراء أبحاث حول التنسج الليفي المعظم المترقي (FOP)، وهو مرض وراثي يتسبب في تكوين أنسجة العظم خارج الهيكل العظمي، والمعروف باسم التعظم غير المتجانس. في عام 1992، بدأت شور وفريدريك كابلان مختبر FOP للأبحاث. عيّن كابلان شور بسبب خبرتها في علم الوراثة، فقد بحثت في يرقات ذبابة الفاكهة كطالب دراسات عليا ودرست علم الأجنة في الثدييات كباحثة ما بعد الدكتوراه.
في عام 2006، نشرت شور وكابلان النتائج التي توصلوا إليها حول الطفرة الجينية التي تسبب FOP كورقة بعنوان «طفرة متكررة في مستقبلات BMP من النوع الأول ACVR1 تتسبب في ورم ليفي التنسج العضلي المتقدّم». تُتبع سبب المرض إلى طفرة واحدة في النوع الأول من مستقبلات (activin A receptor).
بمجرد التعرف على سبب المرض، انخرطت شور في الجهود المبذولة للسيطرة على المرض وأعراضه. في عام 2016، شاركت في تأليف ورقة بحثت في فعالية عقار على الفئران بنفس الطفرة الجينية. وخلص الباحثون إلى أن عقار بالوفاروتين أظهر تقدمًا في منع التعظم غير المتجانس، مشيرًا إلى أنه كان هناك "دليل واضح على إمكاناته العلاجية الشاملة.
اعتبارا من عام 2015، كانت كابلان وشور مديري مركز البحوث في FOP والاضطرابات ذات الصلة.

## الجوائز
- جائزة جونسون وجونسون لبحوث العظام (1994)[6][7]
- جائزة التقدم للباحثين (AIMM) في مجال الأيض المعدني (2000)
- جائزة جونسون آند جونسون المركزة للعطاء (2002)